# Johann Kaps
Johann Kaps (* 25. September 1895 in Floridsdorf; † 7. April 1966 in Wien) war ein österreichischer Politiker.
Johann Kaps, als Sohn eines Schlossers der Floridsdorfer Lokomotivfabrik in Floridsdorf geboren, übersiedelte früh mit der Familie in die Brigittenau. Dort betrieb der Vater eine Trafik und war Mitgründer des Vereins Sozialdemokratischer Gewerbetreibender im Bezirk.
Johann Kaps lernte auch Schlosser und war seit 1909 Mitglied des Verbandes jugendlicher Arbeiter  und seit 1911 der SDAP.
Nach dem Ersten Weltkrieg war er einer der Gründer des Republikanischen Schutzbundes in der Brigittenau.
1934 wurde Kaps wegen der politischen Tätigkeit verhaftet und im Anhaltelager Wöllersdorf mehrere Monate interniert, wo ihm auch die Zähne eingeschlagen wurden (im Dokumentationsarchiv des österreichischen Widerstandes sind Dokumente vorhanden).
Noch in den letzten Kriegstagen nahm Kaps Verbindung zu Brigittenauer Genossen auf.
Die rasche Wiederbegründung der Partei im Bezirk und ihre Anerkennung durch die Sowjets war größtenteils sein Verdienst."
Von 1945 bis 1963 war Kaps Bezirksobmann der SPÖ-Brigittenau (Zeit des Wiederaufbaus) und von 1945 bis 1964 Mitglied des Wiener Gemeinderates.
Der Johann-Kaps-Hof in Wien 20. ist nach ihm benannt (Jägerstraße/Stromstraße; Wohnhausanlage der Gemeinde Wien).
Johann Kaps war mit Hermine (geb. Wöhry) verheiratet, deren Schwester Anna (geb. Wöhry) mit Adalbert Novacek. Kaps wurde am Wiener Zentralfriedhof bestattet.

## Einige Ereignisse
Johann Kaps spielte auch in der Meistermannschaft des WAC, der 1914/15 zum vierten Mal österreichischer Fußballmeister wurde. Die Österreichische Fußballmeisterschaft 1914/15 wurde als erste Kriegsmeisterschaft ausgetragen.
Am 7. August 1957 wurde Kaps bei der konstituierenden Sitzung des Aufsichtsrates der "Wiener Stadthalle-Betriebsgesellschaft m.b.H." zum Aufsichtsrat gewählt.
Am 3. Mai 1962 bekam Johann Kaps zusammen mit Max Opravil, dem Professor Josef Layr, dem Komm.-Rat Anton Marousek und Adolf Pekarek das Sportehrenzeichen der Stadt Wien überreicht.